# Gynoplistia bipunctata
Gynoplistia bipunctata är en tvåvingeart som först beskrevs av Philippi 1866.  Gynoplistia bipunctata ingår i släktet Gynoplistia och familjen småharkrankar. Inga underarter finns listade i Catalogue of Life.